# Maladaptación

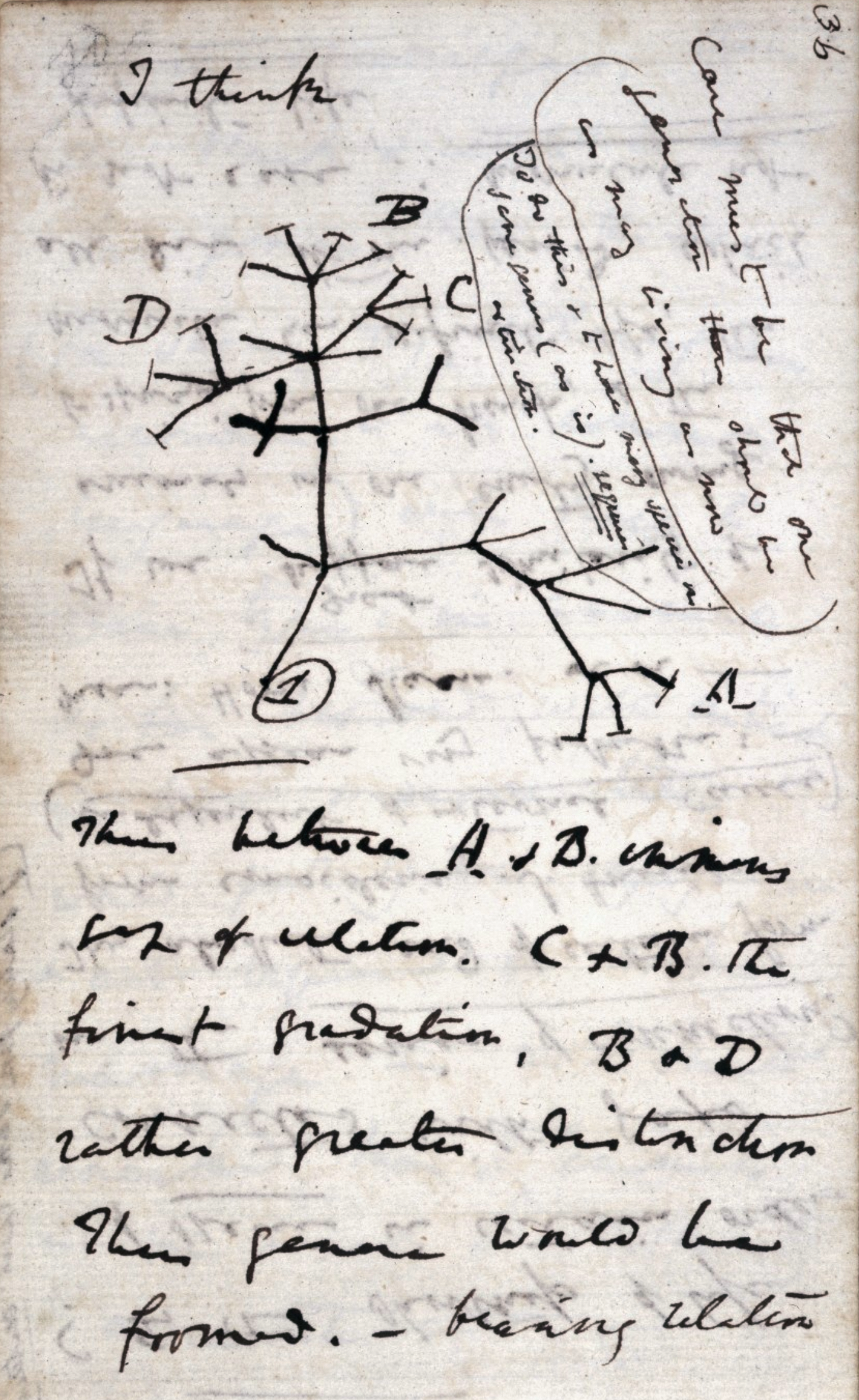
Dibujo de Charles Darwin que muestra un ejemplo de maladaptación.

En evolución, una maladaptación (en inglés: maladaptation) es un rasgo que es (o se ha vuelto) más perjudicial que beneficioso, en contraste con una adaptación, que es más beneficiosa que perjudicial. Todos los organismos, desde bacterias hasta humanos, presentan rasgos maladaptativos y adaptativos. En los animales (incluidos los humanos), los comportamientos adaptativos contrastan con los maladaptativos. Al igual que la adaptación, la maladaptación puede considerarse como un proceso que ocurre a lo largo del tiempo geológico o durante la vida de un individuo o un grupo.
La maladaptación puede surgir cuando las adaptaciones a desafíos ambientales tienen efectos perjudiciales no deseados, ya sea al disminuir la aptitud actual del organismo o al crear nuevos riesgos que pueden reducir su supervivencia. Esto puede ser causado por cambios en la distribución de rasgos debido a carga genética, cambios ambientales exógenos en el paisaje de aptitud, o retroalimentación en la eco-plasticidad, alterando el paisaje de aptitud.
También puede significar una adaptación que, aunque razonable en su momento, se ha vuelto cada vez menos adecuada y más problemática o un obstáculo por derecho propio, con el paso del tiempo. Esto se debe a que es posible que, con el tiempo, una adaptación esté mal seleccionada o se convierta más en una disfunción que en una adaptación positiva.
El proceso adaptativo puede verse anulado por dos motivos: 1) no hay posibilidades de selección natural (selección natural no es omnipotente), 2) porque la selección natural que ocurre dentro de generación no pueda llegar a materializarse en un estado de adaptación.

## Ejemplos
La neuroplasticidad se define como «la capacidad del cerebro para reorganizarse formando nuevas conexiones neuronales a lo largo de la vida». La neuroplasticidad se considera una adaptación que ayuda a los humanos a adaptarse a nuevos estímulos, especialmente a través de funciones motoras en personas con inclinación musical, así como en varias actividades de coordinación ojo-mano. Un ejemplo de maladaptación en la neuroplasticidad dentro de la evolución del cerebro es el dolor fantasma en individuos que han perdido extremidades. Aunque el cerebro es excepcionalmente bueno para responder a estímulos y reorganizarse de manera que luego pueda responder aún mejor y más rápido en el futuro, a veces es incapaz de lidiar con la pérdida de una extremidad, incluso aunque las conexiones neurológicas se hayan perdido. Según los hallazgos de una revista, «Adaptation and Maladaptation», en algunos casos, los cambios que anteriormente habían ayudado al cerebro humano a adaptarse mejor a un entorno podrían volverse maladaptativos. En este caso, con la pérdida de una extremidad, el cerebro percibe dolor, aunque no hay nervios ni señales de la extremidad ahora ausente que le den esa percepción al cerebro.